# Грундтвигианство
Грундтвигианство (дат. grundtvigianisme) — религиозное течение, сформировавшееся в Дании в 1830—1840-х гг. Своё название религиозное течение получило по имени своего основателя — датского реформатора Церкви Николая Фредерика Северина Грундтвига (1783—1872). Грундтвигианство опирается на идеи конгрегационализма в сочетании с демократическим гуманизмом.
Основные идеи Грундтвигианства — общность христиан при отправлении таинств, необходимость абсолютной свободы для процветания религиозной жизни. Опорой Грундтвигианства стала широкая сеть народных университетов, основанных Грундтвигом для религиозно-патриотического воспитания молодежи, и действующих на территории всей Скандинавии.